# 安特·日日奇
安特·托尼·日日奇（1997年1月4日—），克罗地亚職業篮球员，效力於克里夫蘭騎士，場上位置為中鋒。在2016NBA選秀第一輪23順位被波士頓塞爾提克選中。

## 职业生涯

### 欧洲聯賽
2013-14賽季，日日奇加入了他的第一个職業隊伍-KK Split，但他只加入了球隊的青年隊伍，也只打了三場比賽。然后，他转移到Cedevita Zagreb的青年隊伍，打了五場比賽。 2014-15開季時，他加入了Gorica。
日日奇在Cibona Zagreb度過剩餘的賽季。 在这一年，他在亚得里亚联盟的25场比赛獲得場均時間15.5分鐘、7.4分、0.3助攻、0.3抄截以及0.9阻攻。而他在2015-16賽季迎來第一次的突破。
他被評選為2015-16 ABA联赛赛季的潛力新秀。在这个赛季，他在亚得里亚联盟的26场比赛拿下場均上場時間24.8分钟、12.7分、7.2籃板以及1.2阻攻。 此外，他还被評選为歐洲第三階層比賽FIBA Europe Cup的先發五人。
2016年10月11日，日日奇被評選為2016-17賽季ABA联盟第四周的MVP。 之后他曾創下單場37分、20籃板的驚人成績。

### NBA
日日奇在2016NBA選秀第一輪23順位被波士頓塞爾提克選中。
2017年7月1日，日日奇與波士顿凯尔特人队簽約。
2017年8月22日，尚未穿上塞爾提克的球衣比賽，日日奇就被交易到了克里夫兰骑士队(與他一起被交易的還有以赛亚·托马斯、杰·克劳德和无保护2018首輪選秀權(來自布鲁克林网)，以換取凯里·欧文至波士頓)。因為騎士隊管理層顧慮到以赛亚·托马斯的臀傷，以至於交易在八天之后才正式談妥，塞爾提克多送了一個2020年次轮選秀(來自迈阿密热火) 。

## 国家队生涯
日日奇是克羅埃西亞青年國家代表隊的一員。在克羅埃西亞青年國家代表隊，他參加了2013年U16青年籃球錦標賽、在2014年U18青年籃球錦標賽获得了一枚铜牌，并在 2015年U19世界青年籃球錦標賽赢得了银牌。

## 个人生活
日日奇的哥哥安德烈亚曾是一名职业篮球运动员。2015-16 赛季，两兄弟曾在萨格勒布西博纳队当过队友。
他的哥哥曾在萨格勒布西博纳、巴塞罗那、奥林匹亚科斯和帕纳辛纳科斯参加过 107 场欧洲联赛，他还在特拉维夫马卡比获得过欧洲联赛冠军。

## 生涯数据

### 歐洲聯賽
| 賽季    | 球隊        | GP | GS | MPG  | FG%  | 3P%  | FT%  | RPG | APG | SPG | BPG | PPG |
| ------- | ----------- | -- | -- | ---- | ---- | ---- | ---- | --- | --- | --- | --- | --- |
| 2016–17 | Darüşşafaka | 20 | 17 | 21.9 | .649 | .000 | .643 | 6.7 | .4  | .2  | .8  | 9.0 |
| 生涯    | 生涯        | 20 | 17 | 21.9 | .649 | .000 | .643 | 6.7 | .4  | .2  | .8  | 9.0 |

## 外部連結
- 安特·日日奇在fiba.basketball（英语）
- 安特·日日奇在archive.fiba.com（archived）（英语）
- 安特·日日奇在NBA（英语）
- 安特·日日奇在歐洲籃球聯賽（英语）
- 安特·日日奇在亞得里亞海聯賽（英语）
- 安特·日日奇在土耳其籃球超級聯賽（英语）
- 安特·日日奇在Basketball-Reference.com（NBA）（英语）
- 安特·日日奇在Basketball-Reference.com（NBA G聯盟）（英语）
- 安特·日日奇在Basketball-Reference.com（國際）（英语）
- 安特·日日奇在Eurobasket.com（球員）（英语）
- 安特·日日奇在RealGM（英语）
- 安特·日日奇在Proballers（英语）